# نرمال اقلیم‌شناسی

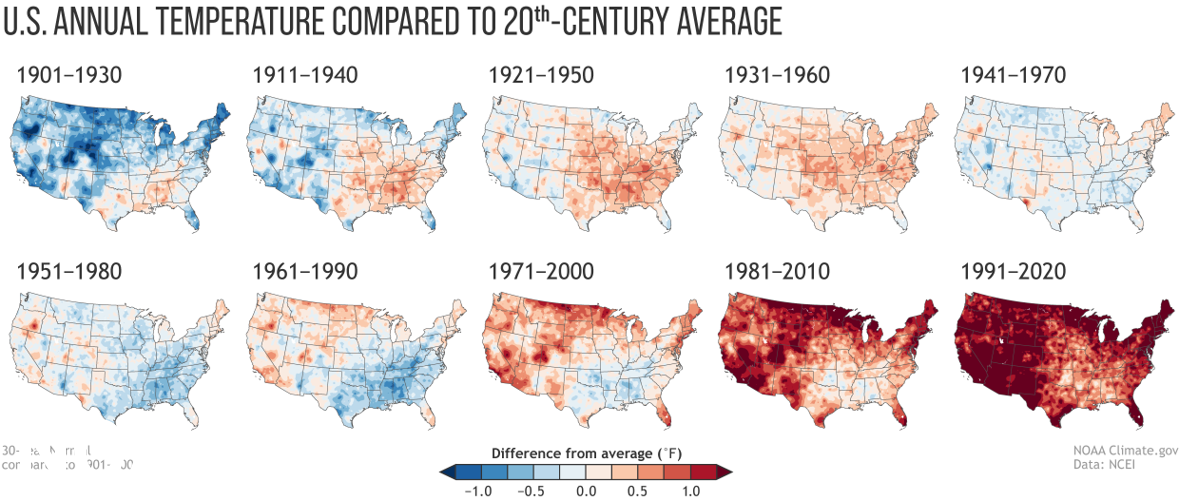
دمای سالانه ایالات متحده در مقایسه با میانگین قرن بیستم برای هر دوره نرمال اقلیمی ایالات متحده از ۱۹۰۱ تا ۱۹۳۰ و ۱۹۹۱ تا ۲۰۲۰.

نرمال اقلیم‌شناسی (انگلیسی: Climatological normal) یا نرمال اقلیمی (CN) میانگین ۳۰ ساله یک متغیر اقلیمی برای یک زمان معین از سال است. معمولاً اصطلاح نرمال اقلیمی به ماه خاصی از سال اشاره دارد، اما ممکن است به مقیاسی وسیع‌تر مانند یک فصل هواشناسی خاص نیز اشاره داشته باشد. اخیراً، CN برای مقیاس‌های کوچک‌تر، مانند مقیاس روز خاصی از سال و حتی در مقیاس ساعت نیز گزارش شده است.
نرمال‌های اقلیمی به عنوان یک میانگین یا پایه برای ارزیابی رویدادهای اقلیمی و فراهم کردن زمینه برای تغییرپذیری سال به سال استفاده می‌شوند. نرمال‌ها را می‌توان با استفاده از داده‌های ایستگاه هواشناسی برای متغیرهای مختلف وضع هوا از جمله دما و بارندگی محاسبه کرد. تغییرپذیری از میانگین‌های ۳۰ ساله رایج و متداول است و تغییرپذیری اقلیم به بزرگی‌های حدّی نگاه می‌کند. «نرمال‌های استاندارد اقلیم‌شناسی» دوره‌های دارای همپوشانی هستند که هر دهه به‌روز می‌شوند، مانند ۱۹۷۱ تا ۲۰۰۰، ۱۹۸۱ تا ۲۰۱۰، ۱۹۹۱ تا ۲۰۲۰ و غیره.
اصطلاح «نرمال» نخستین بار در سال ۱۸۴۰ توسط هاینریش ویلهلم دووه در ادبیات علمی ظاهر شد و این مفهوم توسط کمیته بین‌المللی هواشناسی در ۱۸۷۲ رسمیت یافت. استفاده از دوره ۳۰ ساله نرمال در سال ۱۹۳۵ با دوره ۱۹۳۰–۱۹۰۱ آغاز شد. ادامه استفاده از نرمال‌های ۳۰ ساله به‌طور فزاینده ای زیر سؤال رفته است، زیرا با توجه به شواهد قابل توجه و به دلیل تغییرات اقلیمی، دیگر نمی‌توان مانا بودن آمارهای اقلیمی را بدیهی تلقی کرد. این موضوع منجر به تعاریف جایگزینی مانند «اقلیم بهینه نرمال» به‌عنوان مکمل استانداردهای نرمال ۳۰ ساله‌ای که هنوز به‌کار می‌روند، شده است.